# Parathyma mendica
Parathyma mendica är en fjärilsart som beskrevs av Hans Fruhstorfer 1913. Parathyma mendica ingår i släktet Parathyma och familjen praktfjärilar. Inga underarter finns listade i Catalogue of Life.